# Arisaema nilamburense
Arisaema nilamburense là một loài thực vật có hoa trong họ Ráy (Araceae). Loài này được Sivad. mô tả khoa học đầu tiên năm 1983.